# Christian Günter
Christian Günter (* 28. Februar 1993 in Villingen-Schwenningen) ist ein deutscher Fußballspieler, der beim Bundesligisten SC Freiburg unter Vertrag steht. Seine Stammposition ist die linke Abwehrseite.

## Persönliches
Christian Günter kommt aus Tennenbronn, einem Stadtteil der Großen Kreisstadt Schramberg. Geboren ist er im benachbarten Oberzentrum Villingen-Schwenningen. Als Jugendspieler des SC Freiburg pendelte er zwischen Tennenbronn und Freiburg. Zurzeit ist er wohnhaft im Freiburger Stadtteil Littenweiler. Günter ist verheiratet und Vater zweier Töchter (* 2020, * 2024).
Nach seinem Realschulabschluss absolvierte er in St. Georgen eine Ausbildung zum Industriemechaniker.

## Karriere

### Als Jugendspieler
Im Alter von vier Jahren trat Günter dem FV Tennenbronn bei. Als 13-Jähriger wurde er vom SC Freiburg zum Probetraining eingeladen. Von da an durchlief er die Jugendmannschaften des Vereins. Im Sommer 2012 führte er die Freiburger A-Junioren als Kapitän zum DFB-Pokalsieg.

### Anfänge im Profifußball

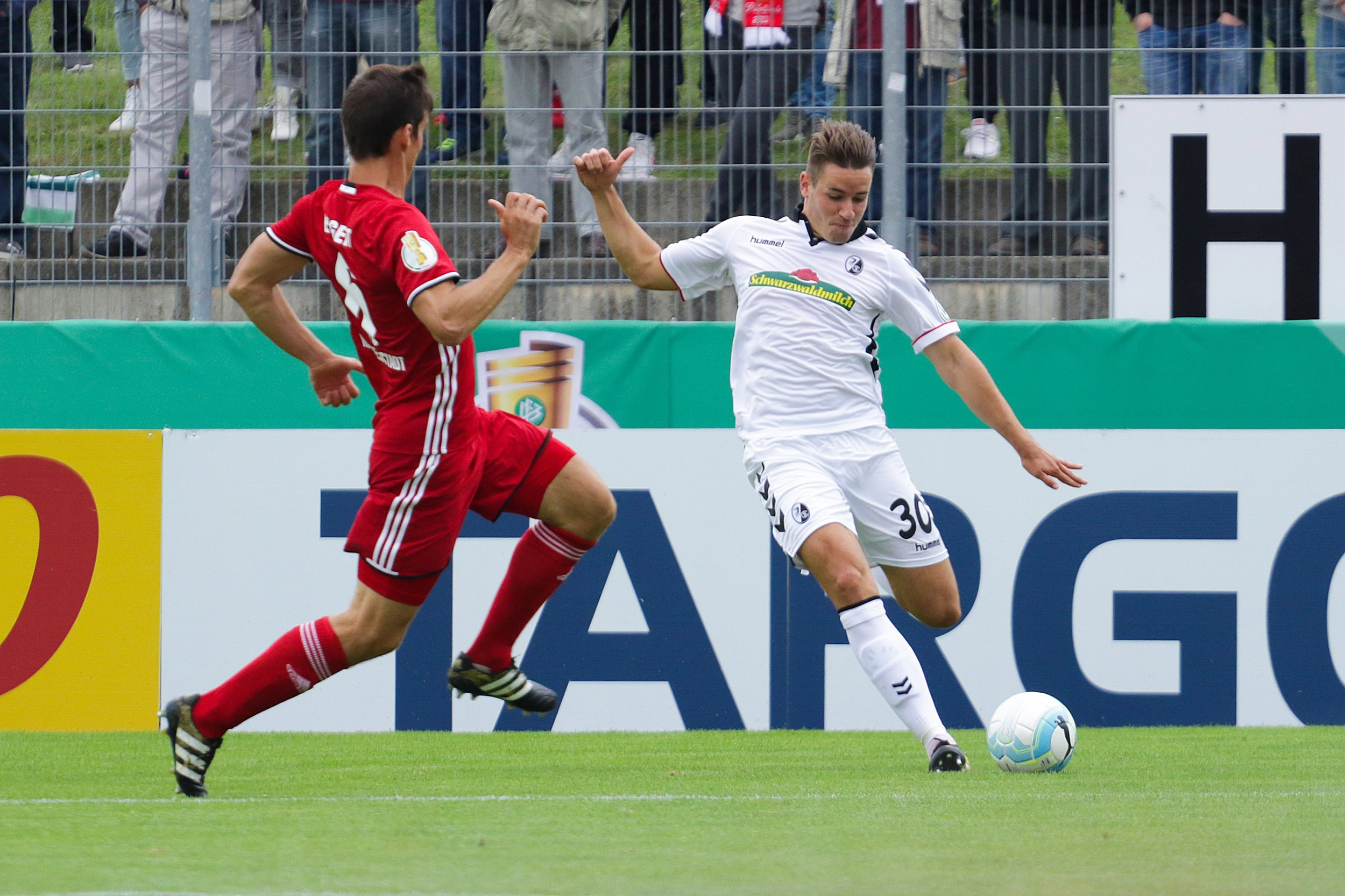
Günter (r.) im Trikot des SC Freiburg (2017)

Zur Saison 2012/13 wurde er in den Profikader des Vereins aufgenommen. Nach der Rückkehr von Michael Lumb zu Zenit St. Petersburg wurde er somit der neue Ersatzmann für den gesetzten Linksverteidiger Oliver Sorg beim Sportclub. Günter stand am 17. November 2012 zum ersten Mal im Kader des Profiteams. Sein Debüt für die erste Mannschaft gab er schließlich einige Wochen später am 8. Dezember bei einem 1:0-Sieg gegen die SpVgg Greuther Fürth. Er wurde in der 77. Spielminute für Vegar Eggen Hedenstad eingewechselt. Sein zweites Spiel, wieder durch eine Einwechslung hatte er im DFB-Pokal am 18. Dezember gegen den Karlsruher SC. Insgesamt kam er in seiner ersten Saison auf acht Pflichtspiele.
Zu seinem ersten Einsatz in der Saison 2013/14, in die der Sportclub als Europa-League-Starter ging, kam Günter im DFB-Pokal gegen die TSG Neustrelitz. In den folgenden Monaten wurde er von Trainer Christian Streich häufiger eingesetzt, da mit Hedenstad und Mensur Mujdža zeitweise zwei Außenverteidiger ausfielen. Am 19. September 2013 gab er gegen Slovan Liberec seinen Einstand im internationalen Wettbewerb, aus dem die Mannschaft allerdings nach der Gruppenphase ausschied. Insgesamt kam er 2013/14 auf 37 Spiele für die erste und drei Spiele für die zweite Mannschaft. Im März 2014 verlängerte er seinen Vertrag in Freiburg vorzeitig. Über die genaue Laufzeit wurden keine Angaben gemacht.

### Stammspieler in Freiburg
Am 8. November 2014, dem 11. Spieltag der Saison 2014/15, schoss er beim 2:0-Sieg gegen den FC Schalke 04 in der 22. Minute sein erstes Tor in der Fußball-Bundesliga. Am Ende jener Saison, in der Günter in jedem Freiburger Bundesligaspiel zum Einsatz kam, stand für den Sportclub der Abstieg in die zweite Liga fest. In der Folgesaison schaffte er mit Freiburg jedoch als Zweitligameister den sofortigen Wiederaufstieg und ist seitdem ständiger Stammspieler auf der Position des linken Verteidigers in der Freiburger Bundesligamannschaft, mit der er in der Saison 2016/17 den 7. Tabellenplatz belegte und somit zur Teilnahme an der Qualifikationsrunde für die UEFA Europa League 2017/18 berechtigt war. Nach einem 1:0-Hinspielsieg und einer 0:2-Rückspielniederlage schied man jedoch bereits in der 3. Qualifikationsrunde gegen den slowenischen Erstligisten NK Domžale aus dem Turnier aus.
Nachdem er in den drei folgenden Bundesligaspielzeiten insgesamt lediglich zwei Begegnungen verpasst hatte, wurde Günter im Sommer 2020 als Nachfolger von Mike Frantz zum Mannschaftskapitän des Sportclubs gewählt. Um ein Zeichen für mehr Toleranz und gegen Ausgrenzung zu setzen, entschied sich Günter gleichzeitig, in Zukunft mit einer Kapitänsbinde in Regenbogenfarben aufzutreten. Im März 2021 folgte eine erneute Vertragsverlängerung über unbekannte Laufzeit.
Mit seinem 237. Einsatz wurde Günter am 2. Spieltag der Saison 2021/22 Bundesligarekordspieler seines Clubs. Er brach den bisherigen Rekord von Andreas Zeyer. Von März 2019 bis Februar 2023 stand er in über 150 Pflichtspielen in Folge in der Startelf.

### Schwere Armverletzung und Auszeit
Im Juli 2023 verletzte sich Günter beim Testspiel gegen die Grashoppers Zürich. Bei einem Zusammenprall brach er sich den rechten Unterarm. Er kehrte schnell ins Mannschaftstraining zurück und stand in der 1. Runde des DFB-Pokals und beim Bundesliga-Saisonauftakt wieder auf dem Platz. Kurz darauf verletzte er sich im Training erneut am Arm. Günter musste erneut operiert werden. Dabei stellten die Ärzte fest, dass er sich bei der vorherigen Armoperation eine Keiminfektion zugezogen hatte. Daraufhin wurden Günter fünf Zentimeter des Unterarmknochens entfernt und durch ein Stück Knochen aus dem Becken ersetzt. Günter fiel anschließend monatelang aus.

### Rückkehr
Günter kehrte am 3. Februar 2024 beim 1:3 gegen den VfB Stuttgart zurück. Er absolvierte weitere 13 Einsätze in der Liga sowie drei in der Europa-League. Am ersten Spieltag der Saison 2024/25, einem 3:1-Heimsieg gegen den VfB Stuttgart, erreichte Günter sein 400. Pflichtspiel für den Sport-Club.

### Nationalmannschaft
Christian Günter gab am 12. Oktober 2013 beim Vier-Nationen-Turnier in Gemert seinen Einstand für die U-20-Nationalmannschaft des DFB. Er kam beim 4:0-Sieg gegen die niederländischen Gastgeber von Beginn an zum Einsatz und wurde später durch den Stuttgarter Tim Leibold ersetzt.
U-21-Nationaltrainer Horst Hrubesch nominierte Günter erstmals für zwei EM-Qualifikationsspiele im September 2014. Sein Debüt für die deutsche U-21-Nationalmannschaft über 90 Minuten gab er am 5. September 2014 beim 2:0-Sieg gegen Irland. Am Einzug in die Hauptrunde war er mit drei Einsätzen beteiligt.
Sein Länderspiel-Debüt in der A-Nationalmannschaft gab er am 13. Mai 2014 in Hamburg beim 0:0-Unentschieden im Test-Länderspiel gegen die Auswahl Polens nach einer Einwechslung in der 81. Minute für Oliver Sorg.
Im Juli 2016 wurde Günter auf Abruf für den deutschen Kader der Olympischen Sommerspiele 2016 in Rio de Janeiro nominiert.
Im Mai 2021 wurde Günter von Bundestrainer Joachim Löw in den Kader für die Europameisterschaft 2021 berufen und kam im Testspiel gegen Dänemark am 2. Juni 2021 zu seinem zweiten Länderspieleinsatz. Mit der deutschen Auswahl erreichte er bei dem Turnier das Achtelfinale, in dem Deutschland der englischen Auswahl unterlag. Im Anschluss an das Ausscheiden äußerte sich Günter, der selbst zu keinem Turniereinsatz gekommen war, enttäuscht über das Abschneiden der Mannschaft. Er erklärte sich dennoch bereit und gewillt, auch in Zukunft wieder für die Nationalauswahl zu spielen.
Im November 2022 wurde er von Trainer Hansi Flick in den Deutschland-Kader für die Fußball-Weltmeisterschaft 2022 berufen.

## Erfolge
Deutschland
- Olympische Silbermedaille: 2016 (ohne Einsatz)

SC Freiburg
- DFB-Junioren-Pokalsieger: 2012
- Aufstieg in die Bundesliga: 2016

## Vereinsstatistik
Stand: Saisonende 2024/25
| Saison  | Verein      | Liga          | Spiele (Tore) | Spiele (Tore) | Spiele (Tore) |
| Saison  | Verein      | Liga          | Liga          | Pokal         | Europa        |
| ------- | ----------- | ------------- | ------------- | ------------- | ------------- |
| 2012/13 | SC Freiburg | Bundesliga    | 07 (0)        | 1 (0)         | –             |
| 2013/14 | SC Freiburg | Bundesliga    | 29 (0)        | 3 (0)         | 5 (0) 1       |
| 2014/15 | SC Freiburg | Bundesliga    | 34 (1)        | 3 (0)         | –             |
| 2015/16 | SC Freiburg | 2. Bundesliga | 31 (0)        | 2 (0)         | –             |
| 2016/17 | SC Freiburg | Bundesliga    | 31 (0)        | 3 (0)         | –             |
| 2017/18 | SC Freiburg | Bundesliga    | 34 (1)        | 3 (0)         | –             |
| 2018/19 | SC Freiburg | Bundesliga    | 32 (0)        | 2 (0)         | –             |
| 2019/20 | SC Freiburg | Bundesliga    | 34 (2)        | 2 (0)         | –             |
| 2020/21 | SC Freiburg | Bundesliga    | 34 (3)        | 2 (0)         | –             |
| 2021/22 | SC Freiburg | Bundesliga    | 34 (2)        | 6 (0)         | -             |
| 2022/23 | SC Freiburg | Bundesliga    | 33 (1)        | 5 (0)         | 8 (0) 1       |
| 2023/24 | SC Freiburg | Bundesliga    | 15 (1)        | 1 (1)         | 3 (0) 1       |
| 2024/25 | SC Freiburg | Bundesliga    | 29 (2)        | 3 (0)         |               |